# RX J0720.4-3125
RX J0720.4-3125 är en neutronstjärna i södra delen av stjärnbilden Stora hunden. Den har en skenbar magnitud av ca 26,6 och kräver ett kraftfullt teleskop med kamera för att kunna observeras. Baserat på parallaxmätning på ca 3,6 mas beräknas den befinna sig på ett avstånd av ca 1 200 ljusår (ca 360 parsec) från solen.

## Egenskaper
RX J0720.4−3125 upptäcktes 1997 i ROSAT All-sky-undersökningen. Den ingår i den Magnifika Sjuan, en grupp neutronstjärnor som ligger relativt nära solsystemet. RX J0720.4–3125 har en radie på cirka 5 km. Dess spektrum och temperatur tycks mystiskt ha hållit på att förändras under flera år. Naturen av förändringarna är oklar, men det är möjligt att det var en händelse som till exempel stjärnans absorption av en ackretionsskiva.